# Burns (Kansas)
Burns is een plaats (city) in de Amerikaanse staat Kansas, en valt bestuurlijk gezien onder Marion County.
Doordat de bewoners al meer 50 jaar een zeer uitgebreid Thanksgiving programma voor buitenlandse studenten organiseren, hebben duizenden niet-Amerikaanse studenten, waaronder Nederlandse, dit kleine dorpje bezocht.

## Demografie
Bij de volkstelling in 2000 werd het aantal inwoners vastgesteld op 268.
In 2006 is het aantal inwoners door het United States Census Bureau geschat op 274, een stijging van 6 (2,2%).

## Geografie
Volgens het United States Census Bureau beslaat de plaats een oppervlakte van
0,9 km², geheel bestaande uit land. Burns ligt op ongeveer 457 m boven zeeniveau.

## Plaatsen in de nabije omgeving
De onderstaande figuur toont nabijgelegen plaatsen in een straal van 24 km rond Burns.